# Значок бойового піхотинця

Значок бойового піхотинця

Значок бойового піхотинця (англ. Combat Infantryman Badge; CIB) — нагрудний знак Армії США, який вручається військовослужбовцям, які брали безпосередню участь у бойових діях.

## Вручення
Значок був введений міністерством оборони США 27 жовтня 1943 року як заохочення для солдатів і офіцерів піхоти — роду військ, що грає ключову роль у бойових діях на суші і зазнає найбільших втрат. Він вручається військовослужбовцям у званні полковника або нижче, що мають військову спеціальність піхотинця і в цій якості брали безпосередню участь у боях з силами противника. З 20 грудня 1989 року (дата початку операції «Справедлива справа» в Панамі) значок вручається також військовослужбовцям сил спеціальних операцій. Він не надає власнику будь-яких пільг, але користується великою повагою в Армії США.
Значок може видаватися за участь у наступних війнах, конфліктах і операціях (у дужках вказується період, на які поширюється нагородження):
- Друга світова війна (1941-1945)
- Корейська війна (1950-1953)
- Війна у В'єтнамі (1961-1973) і Лаос (1961-1962)
- Домініканська Республіка (1965-1966)
- Корейська демілітаризована зона (1969-1994)
- Сальвадор (1981-1992)
- Гренада (1983)
- Панама (1989-1990)
- Війна в Перській затоці (1991)
- Сомалі (1992-1994)
- Афганістан (з 2001)
- Ірак (2003)

На даний момент встановлено чотири періоди, за кожен з яких може бути виданий окремий значок:
1. Друга світова війна
2. Корейська війна
3. В'єтнамська війна і всі наступні конфлікти аж до миротворчої операції в Сомалі
4. Війни в Іраку і Афганістані.

Якщо військовослужбовець брав участь у конфліктах двох періодів, то технічно він отримує не два значки, а один значок відповідного дизайну. Всього були розроблені дизайни значка для восьми періодів, з яких, як зазначено вище, до теперішнього часу введено лише чотири. На практиці випадки вручення значка за чотири періоду не відомі і є вкрай малоймовірними, а за три періоди значок отримали менше ніж 300 осіб.

## Дизайн
Значок являє собою срібну табличку розмірами 3x1 дюйм (7,62x2,54 см), покритий блакитною емаллю (блакитний — колір піхоти). На ній знаходиться срібний мушкет Спрінгфілд зразка 1795 року. До таблички прикріплений срібний вінок з дубового листя.
Повторне та подальші вручення відзначаються відповідним числом срібних зірок у верхній частині значка.